# 康庄 (少将)
康庄（1915年—2006年），江西泰和人，中国人民解放军少将。

## 生平
康庄是江西省泰和县官溪村人。1930年，康庄加入中国工农红军，并参与攻打江西永丰、乐安的战斗，参加中央苏区的第五次反围剿战争，随后参与长征。
1937年，入学延安抗日军政大学，次年参与组建新四军，后被叶剑英改派往陶峙岳部（七十六军）做统战工作。
1939年，历任八路军总指挥部政治部组织部巡视团副主任、八路军总部供给部政治处主任、后勤部政治部组织科科长、保卫科科长、政治部副主任等职，率部参加百团大战等。
第二次国共内战期间，他历任晋冀鲁豫军区后勤部政治部主任、华北军区第18兵团60军178师政治部主任、60军政治部保卫部部长等职，参加临汾战役、晋中战役、太原战役、成都战役等。
中华人民共和国成立后，其担任中国人民解放军第一海军学校二分校任政委。
1955年，担任第五海军学校政治委员，获二级八一勋章、二级独立自由勋章、二级解放勋章。随后他担任海军高级专科学校政委、海军政治学校校长等。
1961年，晋升少将军衔。1970年，调任海军上海基地第二政治委员、政委。1975年，担任东海舰队副政委。1988年，获一级红星功勋荣誉章。